# Kasteel Ter Wijc

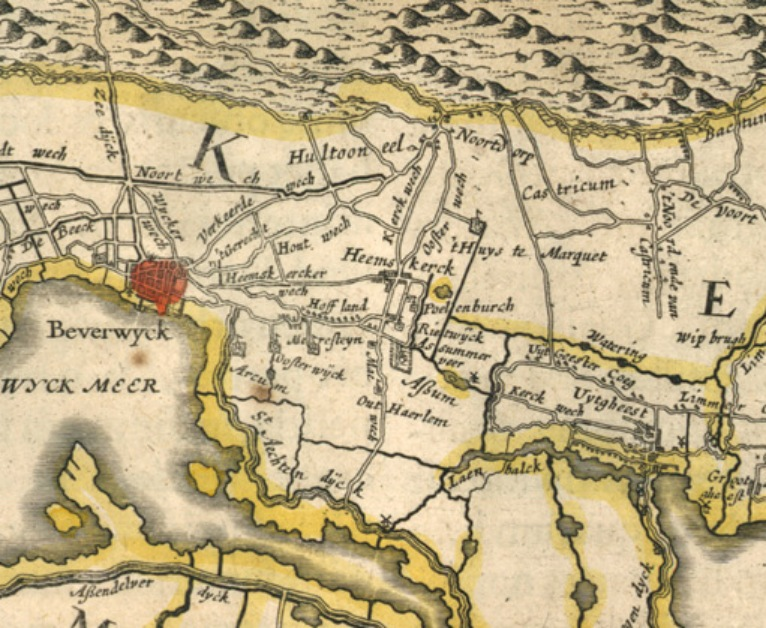
Ter Wijc (Oosterwijck) op de kaart van Noord-Holland door Joan Blaeu, 1645.

Kasteel Ter Wijc is een voormalig kasteel waarvan de restanten zich bevinden op een eilandje in de Oosterwijkvijver aan de noordoostzijde van Beverwijk, in de Nederlandse provincie Noord-Holland.

## Geschiedenis
Het 13e-eeuwse kasteel is gebouwd kort na de verkoop van de domeinhof Heemskerk in 1248. De naam Ter Wijc wordt voor het eerst vermeld in 1333. Het kasteel werd waarschijnlijk in 1351 door de Kabeljauwen verwoest tijdens de Hoekse en Kabeljauwse twisten. Het kasteel werd later aangeduid met de naam "Oosterwijck". Omliggende kastelen zijn Marquette, Assumburg, Oud Haerlem, Merestein, Poelenburg, en Adrichem.
De eerste kasteelheer was Wouter van Egmond. Zijn nakomelingen bezaten het kasteel tot 1366. Ridder Coenraad Cuser kocht het kasteel. Zijn erfdochter Ida Cuser Oosterwijk trouwde met Jan van Foreest. Na het overlijden van Ida kwam het kasteel in handen van haar zoon Adriaan van Foreest.
In 1856 werden de toen nog zichtbare resten van het kasteel afgebroken.
Na herontdekt te zijn in 1958 ging de Rijksdienst voor het Oudheidkundig Bodemonderzoek over tot een opgraving. Aangetroffen werd een woontoren uit de 13e eeuw (fase I van het kasteel) en een uitbreiding -een hoektoren met schildmuur- die dateert uit circa 1400.
Aan de naam "Huis Ter Wijc" herinnert nu nog het verzorgingstehuis "Huis Ter Wijck" in Beverwijk. Aan de naam "Oosterwijck" herinnert nu nog de helft van de naam van de Beverwijkse wijk "Oosterwijk-Zwaansmeer".